# Vilmos luxemburgi trónörökös
Vilmos herceg (teljes neve: Guillaume Jean Joseph Marie; 1981. november 11.) Luxemburg trónörököse.

## Élete
1981. november 11-én született Luxembourgban. Henrik luxemburgi nagyherceg és felesége, a kubai származású Mária Terézia luxemburgi nagyhercegné legidősebb gyermekeként. A nevét apja legfiatalabb testvére, Vilmos luxemburgi herceg után kapta. Keresztszülei Mária Asztrid osztrák főhercegnő és Vilmos luxemburgi herceg. Vilmosnak négy fiatalabb testvére van: Félix herceg, Lajos herceg, Alexandra hercegnő és Sebestyén herceg.
Középiskolai tanulmányait Svájcban végezte, majd a Sandhursti Királyi Katonai Akadémián tanult. Egyetemi tanulmányait a durhami egyetemen és a londoni Brunel egyetemen kezdte. 2006-tól egy évig tanult filozófiát és antropológiát a svájci Fribourg-ban. Később politikát tanult a franciaországi Angers egyetemén, ahol 2009-ben diplomát szerzett.

## Magánélete
2012. április 26-án a luxemburgi királyi udvar bejelentette Vilmos herceg és Stefánia lannoy-i grófnő eljegyzését.
Polgári esküvőjük 2012. október 19-én, egyházi esküvőjük október 20-án volt a luxemburgi Notre Dame katedrálisban.
2019. december 6-án bejelentették Stefánia hercegné terhességét. A pár első gyermeke, Károly herceg, 2020. május 10-én reggel 5 óra 13 perckor született a Sarolta nagyhercegnő kórházban Luxemburgban.
- Károly luxemburgi herceg (2020)
- Ferenc luxemburgi herceg (2023)